# 전주영화제작소
전주영화제작소는  대한민국 전북특별자치도 전주시에 위치한 영화의 제작, 후반작업 지원, 상영, 교육과 관객 개발 등이 이루어지는 복합문화공간이다. 전주국제영화제조직위원회에서 운영하고 있다.

## 역사
2006년 12월 13일 전주시는 옛 전주보건소 건물을 리모델링해 영화제작업체와 영상문화센터를 조성할 계획이라고 밝혔다. 2009년 이름이  '전주영화제작소'로 정해졌다. 이후 5월 19일 정식 개관했다.